# Rachel Hilbert
Rachel Hilbert est un mannequin américain. Elle est née le 14 mars 1995. Elle est égérie de PINK, la gamme adolescente de Victoria's Secret.

## Biographie
Rachel Hilbert est née à Rochester dans l'État de New York.
Rachel  Hilbert apparaît dans des campagnes pour Urban Outfitters, Delia*s, Macy's ou Kohl's. On l'a vue aussi dans Cosmopolitan, Elle ou Marie Claire.
Depuis 2015, elle est l'égérie de la marque PINK de Victoria's Secret,.

### Vidéos
- 2015: Lose My Mind de Brett Eldredge